# Marco Di Vaio
Marco Di Vaio, född 15 juli 1976 i Rom är en italiensk före detta fotbollsspelare som spelade som anfallare. Han har tidigare spelat för Lazio, Hellas Verona, Bari, Salernitana, Parma, Juventus, Valencia, Monaco och Genoa.

## Klubbkarriär

### Tidiga år
Di Vaio startade sin fotbollskarriär i sin hemstad med Lazio. Han gjorde debut i Serie A den 20 november 1994 Padova. Han spelade sedan för fotbollsklubbar i Serie B som Hellas Verona och Bari innan han kom till Salernitana 1997.

### Salernitana
Di Vaio var väldigt viktig för Salernitana. Han hjälpte dem att flytta upp i Serie A säsongen 1997/1998. Han vann också skytteligan i Serie B den säsongen.

### Parma
Di Vaio köptes av Parma till säsongen 1999-2000 och kom tvåa i skytteligan i Serie A under sin sista säsong i laget.

### Juventus
Juventus värvade Di Vaio under sommaren 2002 för €7.000.000 och 50% av Brighis kontrakt.
Men Di Vaio visade aldrig samma form i Juventus som han gjorde i Parma, främst på grund av den enorma konkurrensen om ordinarie platser. Under sin tid i Juventus lyckades han vinna en Scudetto och nådde finalen i Champions League 2002/2003.

### Valencia
På grund av att man åkte ut så tidigt i Champions League 2003/2004 sparkade man sin gamla tränare och Fabio Capello blev Juventus tränare. Han gjorde en massa ändringar och Di Vaio var snart utfryst. Då blev han köpt av Valencia för €10,5 miljoner. Men Di Vaio lyckades inte heller i Valencia och gjorde bara 11 mål, så efter att Valencia köpte in David Villa och Patrick Kluivert fick Di Vaio bara starta en match under säsongen 2005/2006.

### Monaco
I januari 2006 lånades Di Vaio ut till AS Monaco i Ligue 1 med chansen att göra affären permanent. Det gick bra under hans första säsong i AS Monaco med 15 matcher och 5 mål, men när AS Monaco värvade Jan Koller och Jérémy Menez så blev Di Vaio tredje valet och startade bara 6 matcher.

### Genoa
Den 22 januari 2007, efter en misslyckad sejour i Frankrike, återvände Di Vaio något överraskande till Italien för att spela med Serie B-klubben Genoa. Även nu började det bra för Di Vaio, men sedan föredrogs Giuseppe Sculli och Marco Borriello och i slutet på sin tid i Genoa fick han bara starta 9 matcher.

### Bologna
Den 21 augusti 2008 bekräftades det att Di Vaio skrivit på för dåvarande nykomlingarna i Serie A, Bologna. Di Vaio var en positiv överraskning i Bologna säsongen 2008/2009 och gjorde inponerande 24 mål för Bologna (som slutade på en 17:e plats i ligan). Di Vaio slutade på delad andraplats i skytteligan tillsammans med dåvarande genoasspelaren Diego Milito. När det visade sig att Bolognas nya ägare inför säsongen 2010/2011 inte hade några pengar till löner valde Marco att betala ut lönerna till de yngre spelarna.

## Internationell karriär
Di Vaio spelade för Italien i EM 2004. Han gjorde sin debut i landslaget den 5 september 2001 i en vänskapsmatch mot Marocko.

### Fotnoter
1. ↑  ”Juventus avtal med Parma”. Arkiverad från originalet den 6 december 2008. https://web.archive.org/web/20081206105557/http://www.juventus.com/site/filesite/finance/comunicatipricesensitive/30_ago_2002_par.pdf. Läst 19 februari 2011.
2. ↑  ”Di Vaio till Valencia”. Arkiverad från originalet den 15 november 2013. https://web.archive.org/web/20131115173949/http://www.juventus.com/site/filesite/finance/comunicatipricesensitive/21_lug_2004_eng.pdf. Läst 19 februari 2011.
3. ↑  Di Vaio till Monaco Arkiverad 7 juli 2011 hämtat från the Wayback Machine.
4. ↑  Di Vaio till Genoa CFC
5. ↑  Di Vaio till Bologna

- Spelarprofil - Marco Di Vaio